# Porcellio recurvatus
Porcellio recurvatus är en kräftdjursart som beskrevs av Karl Wilhelm Verhoeff1901. Porcellio recurvatus ingår i släktet Porcellio och familjen Porcellionidae. Inga underarter finns listade i Catalogue of Life.